# Внутренний аудит
Вну́тренний ауди́т — управленчески-ориентированная корпоративная дисциплина, быстро развивающаяся после окончания Второй мировой войны. В Правилах (стандартах) аудиторской деятельности в Российской Федерации внутренний аудит определяется как 
организованная на экономическом субъекте в интересах его собственников и регламентированная его внутренними документами система контроля над соблюдением установленного порядка ведения бухгалтерского учета и надежности функционирования системы внутреннего контроля.
 Первоначально фокусируясь на анализе бухгалтерской отчетности и внутреннем финансовом контроле, сейчас внутренний аудит затрагивает широкий спектр различных аспектов деятельности организации, помогая менеджменту выявлять и оценивать риски и вырабатывать мероприятия, направленные на снижение риска и повышение эффективности систем и процессов.
Наиболее известной сертификацией внутренних аудиторов в России, а также в мире, является американский диплом «Дипломированный внутренний аудитор» (Certified Internal Auditor, CIA).

## Основные сведения
Институт внутренних аудиторов США (The Institute of Internal Auditors), являющийся крупнейшей в мире профессиональной ассоциацией внутренних аудиторов, даёт следующее определение внутреннего аудита:
Внутренний аудит — это независимая деятельность в организации (на предприятии) по проверке и оценке её работы в её же интересах.
Внутренний аудит помогает организации достичь поставленных целей, используя систематизированный и последовательный подход к оценке и повышению эффективности процессов управления рисками, контроля и корпоративного управления. 

### Основные направления аудита
Выделяют несколько основных направлений деятельности внутреннего аудита:
1. повышение эффективности и результативности деятельности (аудит бизнес-процессов организации или операционный аудит);
2. обеспечение достоверности всех видов отчетности (бухгалтерской (РСБУ), финансовой (МСФО), управленческой, налоговой — финансовый аудит);
3. обеспечение сохранности активов;
4. соблюдение требований законодательства и внутренних регламентирующих документов (комплаенс).